# Podgrič
Podgrič este o localitate din comuna Vipava, Slovenia, cu o populație de 53 de locuitori.